# Kaiser-Maximilian-Lauf
Der Kaiser-Maximilian-Lauf ist ein österreichischer Skimarathon mit Start und Ziel in Seefeld in Tirol.

## Geschichte
Der Wettbewerb wurde im Jahr 2016 nach der witterungsbedingten Absage des König-Ludwig-Laufs ins Leben gerufen und ersetzte diesen im Programm der Ski Classics. Neben dem Hauptrennen über 65 km in der klassischen Technik wurde ein Amateurrennen über 22 km ausgetragen. Die Strecke des Kaiser-Maximilian-Laufs entspricht teilweise den olympischen Strecken von 1964 und 1976.
Bei der zweiten Austragung im Januar 2017 soll je ein Rennen in der klassischen Technik sowie im Freistil über 60 km ausgetragen werden.

## Siegerliste
| Jahr | Streckenlänge | Sieger              | Nationalität | Zeit         |  | Siegerin                 | Nationalität | Zeit         |
| ---- | ------------- | ------------------- | ------------ | ------------ |  | ------------------------ | ------------ | ------------ |
| 2020 | 60 km         | Emil Persson        | Schweden     | 2:30:17,6 h  |  | Lina Korsgren            | Schweden     | 2:49:59,7 h  |
| 2019 | 40 km         | Petter Eliassen     | Norwegen     | 1:45:04,2 h  |  | Britta Johansson Norgren | Schweden     | 2:06:52,0 h  |
| 2018 | 60 km         | Tord Asle Gjerdalen | Norwegen     | 2:27:49,0 h  |  | Britta Johansson Norgren | Schweden     | 2:49:16,0 h  |
| 2017 | 60 km         | Andreas Nygaard     | Norwegen     | 3:21:44,5 h  |  | Kateřina Smutná          | Tschechien   | 3:43:48,7 h  |
| 2016 | 65 km         | Petter Eliassen     | Norwegen     | 3:02:35,50 h |  | Seraina Boner            | Schweiz      | 3:29:36,96 h |